# Ligue internationale des travailleurs - Quatrième Internationale
 (décembre 2018).

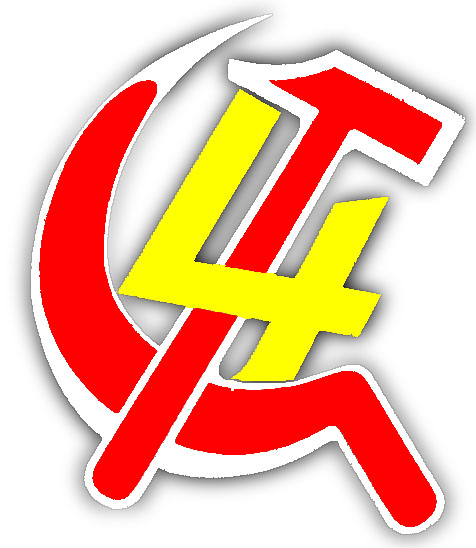
Logo de la Ligue Internationale des Travailleurs.

La Ligue internationale des travailleurs - Quatrième Internationale (LIT-QI) est une organisation trotskiste internationale d’orientation moréniste. 

## Histoire
En 1953, la Quatrième Internationale connaît une importante scission à la suite des propositions de Michel Pablo de faire de l’entrisme au sein des partis communistes. Les morénistes (partisans de l’argentin Nahuel Moreno) participent alors à la création du Comité international de la Quatrième Internationale qui rassemble les opposants au pablisme (notamment les lambertistes et le Socialist Workers Party américain). 
En 1963, le mouvement trotskyste se réunifie, dans sa majorité, au sein de la Quatrième Internationale - Secrétariat unifié (QISU). Les morénistes participent à cette réunification mais vont vite se retrouver minoritaires au sein de l’organisation. 
En effet, en 1969, la QISU se prononce en faveur des guérillas révolutionnaires en Amérique Latine. Cette décision suscite l’opposition des morénistes qui dénoncent des « dérives guérilléristes ». Dans les années suivantes, les oppositions entre les morénistes (regroupés au sein de la Fraction bolchévique) et la direction de la QISU vont être de plus en plus fréquentes.
Bien que critiques vis-à-vis du sandinisme et de la guérilla, les morénistes impulsent en 1979 la création de la Brigade Simon Bolivar qui rassemble des volontaires pour se battre au Nicaragua aux côtés du Front sandiniste de libération nationale (FSLN). La création de cette brigade autonome du FSLN accentue les tensions avec la direction de la QISU qui apportait son plein soutien aux sandinistes.
L’expulsion des combattants de la Brigade Simon Bolivar par le gouvernement sandiniste provoque finalement la rupture entre les morénistes et la QISU.
Après avoir tenté un rapprochement avec les lambertistes, les morénistes créent en 1982 la Ligue internationale des travailleurs - Quatrième Internationale (LIT-QI).
En plus de rassembler les morénistes, la LIT-QI intègre alors aussi en son sein des groupes péruviens et vénézuéliens en rupture avec le lambertisme.
La LIT-QI va alors mener différentes campagnes en soutien à l’Argentine lors de la guerre des Malouines, pour le non-paiement de la dette extérieure par les pays latino-américains, pour « la défaite de l'impérialisme dans la Guerre du Golfe » ou encore pour le soutien à la Bosnie.
À partir de 1987, date de la mort de Nahuel Moreno, la LIT-QI entre en crise. Cette dernière est rapidement aggravée par l'effondrement du bloc de l'est, qui contredit les révisions que Moreno avait apporté au programme trotskiste.
En 1988, la Fraction internationaliste, qui deviendra plus tard la Fraction trotskyste - Quatrième Internationale, est exclue bureaucratiquement. Vers 1991, la majorité de la section argentine de la LIT-QI et des fractions importantes des autres sections constitue la Tendance moréniste, qui scissionnera en 1994 pour fonder l'Unité internationale des travailleurs - Quatrième Internationale, qui se disloquera à son tour en 2006. 
Ce qui reste de la LIT-QI est alors scindé en plusieurs fractions, dont les principales sont : 
- La Fraction bolchévique, centrée sur la section colombienne (seconde plus grande de l'internationale après sa section argentine) et qui scissionne en 1994, devenant le Centre international du trotskisme orthodoxe (CITO), dont la majorité des groupes composant réintègre la LIT-QI en 2005.
- La Tendance internationaliste, centrée sur les sections européennes de l'internationale et qui finira par rompre avec le trotskisme.
- La Tendance Cours nouveau, centrée sur ce qu'il reste de la section argentine après le départ de la Tendance moréniste et qui scissionera en 1998.
- La Tendance pour la reconstruction, centrée sur la section brésilienne de l'internationale, qui est encore aujourd’hui à la tête de la LIT-QI. 
Entre 1988 et 1998, l'organisation a perdu 80% de ses militants.
Actuellement, la LIT-QI se distingue de certaines autres organisations trotskistes par son opposition aux gouvernements de Fidel Castro et d’Hugo Chávez, considérés comme bourgeois.
Sa publication officielle se nomme Courrier international. Il publie aussi une revue théorique dénommée Le Marxisme vivant.

## Organisations membres
- Argentine - Partido Socialista de los Trabajadores Unificado
- Belgique - Ligue communiste des travailleurs
- Brésil - Partido Socialista dos Trabalhadores Unificado
- Chili - Partido Revolucionário de los Trabajadores
- Chili – Fuerza Revolucionaria - Izquierda Comunista
- Colombie - Partido Socialista de los Trabajadores
- Costa Rica - Movimiento al Socialismo
- Costa Rica - Partido Revolucionário de los Trabajadores
- Équateur - Movimento al Socialismo
- Espagne - Partido Revolucionário de los Trabajadores- Izquierda Revolucionaria
- Italie - Partito di Alternativa Comunista
- Panama - Liga de Trabajadors Hacia el Socialismo
- Paraguay - Partido de los Trabajadores
- Pérou - Nuevo Partido Socialista de los Trabajadores
- Portugal - Ruptura/FER
- Royaume-Uni - International Socialist League
- Salvador - Moviento Socialista de los Trabajadores y Campesinos
- Uruguay - Izquierda Socialista de los Trabadores
- Venezuela - Unidad Socialista de los Trabajadores